# Xã Banner, Quận Beadle, South Dakota
Xã Banner (tiếng Anh: Banner Township) là một xã thuộc quận Beadle, tiểu bang Nam Dakota, Hoa Kỳ. Năm 2010, dân số của xã này là 51 người.